# Leila Hadji
Pour les articles homonymes, voir Hadji.
Leila Hadji, née le 1er janvier 1998 à Biskra (Algérie), est une coureuse de fond française.

## Biographie

### Études
Leila Hadji est diplômée de l'Université Paris-Est-Créteil-Val-de-Marne en gestion des entreprises et administrations.

### Carrière sportive
Leila Hadji est licenciée au Pays de Fontainebleau Athlé depuis 2009.
Onze fois internationale junior, espoir et élite, elle est triple championne de France espoir 2019 (Cross, 1 500 mètres, 10 km).
Elle compte quatre participations aux Championnats d'Europe de cross depuis 2016.
Elle compte en 2024 5 titres nationaux individuels et deux en relais. 
Elle remporte la finale du 5 000 mètres aux Championnats de France d'athlétisme 2021 élite à Angers avec un temps de 15 min 48 s 74. Elle est médaillée de bronze sur 5 000 mètres aux Jeux méditerranéens à Oran en 2022. En août 2023, elle se classe 7e (finaliste) sur 5 000 mètres aux jeux mondiaux universitaires à Chengdu en Chine. En mars 2024, elle est avec le Pays de Fontainebleau Athlé double championne de France de cross (relais mixte et cross court par équipe).

## Distinctions
- Citoyenne d'honneur de la ville de Fontainebleau.